# 長城貨運站
長城貨運站（：／ Jangseonghwamul yeok */?）是位于韩国全罗南道长城郡西三面的一个车站，属于长城货物线。

## 历史
- 2005年6月22日 - 落成使用。

## 相鄰車站
韓國鐵道公社
長城貨物線
安平－長城貨運站